# Вохомський район
Вохомський район (рос. Вохомский район) — адміністративно-територіальна одиниця (район) та муніципальне утворення (муніципальний район) в північно-східній частині Костромської області Росії.
Адміністративний центр — селище Вохма.

## Історія
Вознесенсько-Вохомський район був утворений у 1924 році у складі Північно-Двінської губернії з Вознесенської, Лапшинської, Покровської, Соловецької, Павінської та Леденгської волостей колишнього Нікольського повіту Вологодської губернії та Хорошевської волості Ветлузького повіту Нижегородської губернії. 
1929 року Вохомський район увійшов до складу Північно-Двінського округу Північного краю. До його складу входило 23 сільради: Бельківська, Власівська, Жеребцовська, Лапшинська, Забігаєвська, Ледензька, Іванівська, Медведицька, Мосинський, Обухівський, Павінська, Петропавлівський, Петрецовська, Покровська, Согірська, Соснівська, Соловецька, Семенівська, Старикова, Шуботська. 
У 1935 році з Ледензької, Івановської, Медведицької, Павінської, Петропавлівської, Шаймської, Шуботської та Носковської сільрад Вохомського району Північного краю та Калінінської, Петряївської та Переселенської сільрад інших районів, був утворений Павінський район.
1936 року Вохомський район увійшов до складу Північної області. 1937 року Вохомський район увійшов до складу Вологодської області. 13 серпня 1944 року Павінський та Вохомський райони були передані з Вологодської області до Костромської області. У 1945 році з Береснятської, Власівської, Жеребцівської, Забігаївської, Коровінської, Мосинської, Покровської, Сівцівської, Соловецької та Стариківської сільрад Вохомського району було утворено Боговарівський район.
1 лютого 1963 року був утворений Вохомський сільський район, до складу якого увійшли всі сільські ради Вохомського та Боговарівського районів та 3 сільські ради Пищузького району: Заветлузький, Зарічний та Матвіївський. У 1963 році була утворена Мало-Раменська сільрада, а Зарічна та Завітлузька сільради були об'єднані в Завітлузьку сільраду. У 1965 році Вохомський сільський район було ліквідовано і в повному складі перетворено на Вохомський район. У 1966 році був утворений Октябрський район, до складу якого були включені Власівська, Забігаєвський, Луптюзька, Покровська, Сівцовська, Соловецька та Стариківська сільради Вохомського району. 1973 року Крутогорську сільраду було передано з Вохомського району до складу Павінського району, а Матвіївську сільраду — до складу Шар'їнського району.

## Населення
| 2002   | 2008    | 2009    | 2010    | 2011    | 2012  | 2013  |
| ------ | ------- | ------- | ------- | ------- | ----- | ----- |
| 13 444 | ↘11 382 | ↗11 907 | ↘10 152 | ↘10 111 | ↘9754 | ↘9375 |
| 2014   | 2015    | 2016    | 2017    | 2018    | 2019  | 2020  |
| ↘8934  | ↘8572   | ↘8384   | ↘8170   | ↘8030   | ↘7763 | ↘7525 |